# Dielektrische Elastomere
Dielektrische Elastomere (DE) sind adaptive Materialsysteme, welche hohe Dehnungen (bis zu 300 %) erzeugen können. Sie gehören zur Gruppe der elektroaktiven Polymere (EAP). Basierend auf ihrem einfachen Funktionsprinzip wandeln dielektrische Elastomer-Aktoren (DEA) elektrische Energie direkt in mechanische Arbeit um. DE sind sehr leicht, haben eine hohe elastische Energiedichte und werden seit Ende der 1990er-Jahre erforscht. Viele potentielle Anwendungen befinden sich derzeit im Prototypenstadium. Im Frühjahr findet jedes Jahr in den USA und Europa Konferenz statt, an der die neusten Forschungsresultate auf dem Gebiet DEA ausgetauscht werden.

## Funktionsprinzip

Funktionsprinzip eines dielektrischen Elastomer-Aktors. Ein Elastomerfilm wird beidseitig mit Elektroden beschichtet. Die Elektroden werden an einen elektrischen Schaltkreis angelegt. Durch Anbringen einer elektrischen Spannung stellt sich der elektrostatische Druck ein. Der Elastomerfilm wird in Dickenrichtung zusammengedrückt und dehnt sich seitlich aus. Beim Kurzschließen des Schaltkreises geht der Elastomerfilm wieder in seinen Ursprungszustand zurück.

Ein DEA ist im Prinzip ein nachgiebiger elektrostatischer Kondensator (siehe Bild). Ein passiver Elastomerfilm wird zwischen zwei nachgiebigen Elektroden eingeklemmt. Wenn eine elektrische Spannung {\displaystyle U} angelegt wird, ziehen sich die gegenüberliegenden Elektroden aufgrund des elektrostatischen Druckes {\displaystyle p_{\mathrm {el} }} (Coulomb-Kräfte) an. Der inkompressible Elastomerfilm wird in Dickenrichtung zusammengedrückt und dehnt sich in seitlicher Richtung aus.
Die elektrostatische Druckkraft {\displaystyle p_{\mathrm {el} }} auf die im Abstand {\displaystyle z} befindlichen planparallelen Platten eines Kondensators bei der Spannung {\displaystyle U} beträgt
{\displaystyle p_{\mathrm {el} }={\frac {1}{2}}\varepsilon _{0}\varepsilon _{r}{U^{2} \over z^{2}}}
mit
{\displaystyle \varepsilon _{0}\varepsilon _{r}} - Permittivität
Der Druck ist somit vom Quadrat der Feldstärke abhängig und lässt sich durch Verwenden durchschlagsfester Materialien mit hohem {\displaystyle \varepsilon _{r}} stark steigern. Hinzu kommt die elektrostatische Abstoßung gleichnamiger Ladungen innerhalb der Elektroden.
Der äquivalente elektromechanische Druck {\displaystyle p_{eq}} ist hierdurch doppelt so groß wie der elektrostatische Druck und beträgt
{\displaystyle p_{\mathrm {eq} }=\varepsilon _{0}\varepsilon _{r}{\frac {U^{2}}{z^{2}}}}
Übliche unidirektionale Dehnungen von DEA liegen bei 10–35 %, Maximalwerte gehen bis zu 300 %.

## Materialien
Als Elastomer-Materialien werden häufig Silikone oder Acryle verwendet. Das acrylische Elastomer VHB 4910 (3M) zeigte Dehnungen bis zu 300 %. Acryle haben jedoch den Nachteil, dass sie viskoelastisch sind und eine weniger lange Haltbarkeit erwarten lassen.
Grundsätzlich gibt es folgende Anforderungen an ein Elastomer, welches als DEA eingesetzt wird:
- Das Material sollte einen niedrigen Elastizitätsmodul haben
- Die Dielektrizitätskonstante sollte hoch sein
- Die Durchschlagsfestigkeit sollte hoch sein.

Es werden Schichtdicken im ein- bis zweistelligen Mikrometerbereich und Spannungen bis etwa 1 kV verwendet.
Viele der verwendeten Elastomere zeigen ein visko-hyperelastisches Verhalten. Für die Berechnung solcher Aktoren werden Modelle benötigt, welche sowohl Gummielastizität als auch Viskoelastizität beschreiben.
Für die Elektrode werden zum Beispiel Graphitpulver, Silikonöl-Graphitgemische oder Goldelektroden verwendet. Auch ionische Gele sind in Gebrauch. Die Elektrode muss ausreichend elektrisch leitend und nachgiebig sein. Die Nachgiebigkeit der Elektrode ist wichtig, damit das Elastomer bei der Ausdehnung von der Elektrode nicht behindert wird bzw. diese nicht zerstört wird.

## Konfigurationen und Anwendungen
Es gibt verschiedene Konfigurationen für dielektrische Elastomere:
- Planare Aktoren: Ein planarer Aktor ist eine Folie, welche mit zwei Elektroden beschichtet ist.
  - Stapel-Aktoren: Durch Aufschichtung von mehreren planaren Aktoren kann bei hoher Kraft eine höhere Verschiebung erzeugt werden. Bei Anlegen einer Spannung entsteht eine Zugspannung im Aktor und der Stapel verkürzt sich.
    - Mehrere dieser Stapel werden gebündelt. Analogon zum Muskel
- Gerollte Aktoren: Beschichtete Elastomerfolien werden um eine Achse herum aufgerollt. Bei der Aktivierung stellt sich eine Dehnung in axialer Richtung ein.
- Schalenförmige Aktoren: Elastomerfolien werden selektiv beschichtet, sodass mehrere Elektrodenzellen entstehen. Durch individuelle Ansteuerung dieser Zellen mit elektrischen Spannungen können die Folien dreidimensionale Formen annehmen.